# Cosmic Girls
Cosmic Girls (hangul: 우주소녀), även kända som WJSN, är en sydkoreansk tjejgrupp bildad år 2016 av Starship Entertainment i samarbete med Yuehua Entertainment.
Gruppen består av totalt tretton medlemmar, varav tio är från Sydkorea och tre är från Kina. Cosmic Girls är indelat i de fyra undergrupperna Wonder, Joy, Sweet och Natural (WJSN).

## Medlemmar
| Artistnamn   | Artistnamn | Födelsenamn   | Födelsenamn  | Födelsedatum      |
| Romanisering | Hangul     | Romanisering  | Hangul/Hanja | Födelsedatum      |
| ------------ | ---------- | ------------- | ------------ | ----------------- |
| Seola        | 설아       | Kim Hyun-jung | 김현정       | 24 december 1994  |
| Xuan Yi      | 선의       | Wu Xuan Yi    | 吴宣仪       | 26 januari 1995   |
| Bona         | 보나       | Kim Ji-yeon   | 김지연       | 19 augusti 1995   |
| Exy          | 엑시       | Chu So-jung   | 추소정       | 6 november 1995   |
| Soobin       | 수빈       | Park Su-bin   | 박수빈       | 14 september 1996 |
| Luda         | 루다       | Lee Lu-da     | 이루다       | 6 mars 1997       |
| Dawon        | 다원       | Nam Da-won    | 남다원       | 16 april 1997     |
| Eunseo       | 은서       | Son Ju-yeon   | 손주연       | 27 maj 1998       |
| Cheng Xiao   | 성소       | Cheng Xiao    | 程潇         | 15 juli 1998      |
| Mei Qi       | 미기       | Meng Mei Qi   | 孟美岐       | 15 oktober 1998   |
| Yeoreum      | 여름       | Lee Jin-suk   | 이진숙       | 10 januari 1999   |
| Dayoung      | 다영       | Im Da-young   | 임다영       | 14 maj 1999       |
| Yeonjung     | 연정       | Yu Yeon-jung  | 유연정       | 3 augusti 1999    |

## Diskografi

### Album
| Albuminformation                                      | Topplacering          |
| Albuminformation                                      | Sydkorea (Gaon Chart) |
| ----------------------------------------------------- | --------------------- |
| Would You Like? (EP-skiva) - Släppt: 25 februari 2016 | 7                     |
| The Secret (EP-skiva) - Släppt: 17 augusti 2016       | 6                     |
| From. WJSN (EP-skiva) - Släppt: 4 januari 2017        | 4                     |

### Singlar
| År   | Titel      | Topplacering          |
| År   | Titel      | Sydkorea (Gaon Chart) |
| ---- | ---------- | --------------------- |
| 2016 | "Mo Mo Mo" | 206                   |
| 2016 | "Catch Me" | —                     |
| 2016 | "Secret"   | 49                    |
| 2017 | "I Wish"   | 49                    |